# Generální revizor
Generální auditor (revizor) je osoba, jejímž úkolem je provádět audit hospodaření Svatého stolce a Městského státu Vatikán. 

## Historie
Tento úřad stejně jako Rada pro ekonomické záležitosti a Sekretariát pro ekonomiku zřídil papež František svým motem proprio Fidelis dispensator et prudens ze dne 24. února 2014.

## Generální revizor
První generální revizor v úřadu byl Mons. Libero Milone, který skončil 20. června 2017. Poté úřad převzal Alessandro Cassinis Righini, nejprve jako prozatímní generální revizor a dne 5. května 2021 byl papežem Františkem ve své funkci potvrzen. 